# NGC 2599
NGC 2599 ist eine spiralförmige Radiogalaxie vom Hubble-Typ Sa im Sternbild Krebs auf der Ekliptik. Sie ist schätzungsweise 208 Millionen Lichtjahre von der Milchstraße entfernt und hat einen Durchmesser von etwa 180.000 Lichtjahren. Vom Sonnensystem aus entfernt sich die Galaxie mit einer errechneten Radialgeschwindigkeit von näherungsweise 4.800 Kilometern pro Sekunde.
Die Supernova SN 1965P wurde hier beobachtet.
Im selben Himmelsareal befinden sich unter anderem die Galaxien PGC 23972, PGC 1672393, PGC 1673870, PGC 1674221.
Das Objekt wurde am 16. November 1784 Wilhelm Herschel entdeckt.